# Soings-en-Sologne
Soings-en-Sologne é uma comuna francesa na região administrativa do Centro, no departamento Loir-et-Cher. Estende-se por uma área de 34,84 km². Em 2010 a comuna tinha 1 633 habitantes (densidade: 46,9 hab./km²).